# Řeka
Řeka település Csehországban, a Frýdek-místeki járásban. Řeka Komorní Lhotka, Smilovice, Morávka és Třinec településekkel határos. Lakosainak száma 551 fő (2024. január 1.).

## Népesség
A település lakosságának változását az alábbi diagram mutatja:
| Lakosok száma | 553  | 476  | 454  | 433  | 496  | 466  | 524  | 544  | 560  | 551  |
|               | 1869 | 1890 | 1921 | 1950 | 1980 | 2001 | 2017 | 2019 | 2022 | 2024 |